# Liste der Nummer-eins-Hits in den Rhythmic Airplay Charts (2014)
Dies ist eine Liste der Nummer-eins-Hits in den Rhythmic Airplay Charts im Jahr 2014.

## Singles
| ← 2013 ← | Liste der Nummer-eins-Hits in den Rhythmic Airplay Charts | Liste der Nummer-eins-Hits in den Rhythmic Airplay Charts | Liste der Nummer-eins-Hits in den Rhythmic Airplay Charts | 2015 →                    |
| \| Zeitraum \| Wo. ges. \| Interpret \| Titel Autor(en) \| Zusätzliche Informationen \| \| (Zeitraum, Wochen auf Platz eins, Interpret, Titel, Autor[en], zusätzliche Informationen) \| \| \| \| \| \| ----------------------------------------------------------------------------------------- \| -------- \| ----------------------------------- \| --------------------- \| ------------------------- \| \| 14. Dezember 2013 – 7. Februar 2014 8 Wochen (insgesamt 8) \| 8 \| Eminem feat. Rihanna \| The Monster \| – \| \| 8. Februar 2014 – 28. Februar 2014 3 Wochen (insgesamt 3) \| 3 \| Kid Ink feat. Chris Brown \| Show Me \| – \| \| 1. März 2014 – 21. März 2014 3 Wochen (insgesamt 3) \| 3 \| Beyoncé feat. Jay-Z \| Drunk in Love \| – \| \| 22. März 2014 – 28. März 2014 1 Woche (insgesamt 1) \| 1 \| Katy Perry feat. Juicy J \| Dark Horse \| – \| \| 29. März 2014 – 4. April 2014 1 Woche (insgesamt 2) \| 2 \| Pharrell Williams \| Happy \| – \| \| 5. April 2014 – 25. April 2014 3 Wochen (insgesamt 3) \| 3 \| Jason Derulo feat. 2 Chainz \| Talk Dirty \| – \| \| 26. April 2014 – 2. Mai 2014 1 Woche (insgesamt 2) \| 2 \| Pharrell Williams \| Happy \| – \| \| 3. Mai 2014 – 9. Mai 2014 1 Woche (insgesamt 1) \| 1 \| John Legend \| All of Me \| – \| \| 10. Mai 2014 – 23. Mai 2014 2 Wochen (insgesamt 2) \| 2 \| Chris Brown feat. Lil Wayne & Tyga \| Loyal \| – \| \| 24. Mai 2014 – 30. Mai 2014 1 Woche (insgesamt 1) \| 1 \| Trey Songz \| Na Na \| – \| \| 31. Mai 2014 – 13. Juni 2014 2 Wochen (insgesamt 2) \| 2 \| DJ Snake feat. Lil Jon \| Turn Down For What \| – \| \| 14. Juni 2014 – 11. Juli 2014 4 Wochen (insgesamt 4) \| 4 \| Iggy Azalea feat. Charli XCX \| Fancy \| – \| \| 12. Juli 2014 – 1. August 2014 3 Wochen (insgesamt 3) \| 3 \| Ariana Grande feat. Iggy Azalea \| Problem \| – \| \| 2. August 2014 – 22. August 2014 3 Wochen (insgesamt 3) \| 3 \| Tinashe feat. Schoolboy Q \| 2 On \| – \| \| 23. August 2014 – 5. September 2014 2 Wochen (insgesamt 2) \| 2 \| Nico & Vinz \| Am I Wrong \| – \| \| 6. September 2014 – 24. Oktober 2014 7 Wochen (insgesamt 7) \| 7 \| Jeremih feat. YG \| Don’t Tell ’Em \| – \| \| 25. Oktober 2014 – 14. November 2014 3 Wochen (insgesamt 3) \| 3 \| Iggy Azalea feat. Rita Ora \| Black Widow \| – \| \| 15. November 2014 – 21. November 2014 1 Woche (insgesamt 1) \| 1 \| Chris Brown feat. Usher & Rick Ross \| New Flame \| – \| \| 22. November 2014 – 19. Dezember 2014 4 Wochen (insgesamt 4) \| 4 \| Trey Songz feat. Nicki Minaj \| Touchin, Lovin \| – \| \| 20. Dezember 2014 – 26. Dezember 2014 1 Woche (insgesamt 1) \| 1 \| Big Sean feat. E-40 \| I Don’t Fuck with You \| – \| \| 27. Dezember 2014 – 2. Januar 2015 1 Woche (insgesamt 1) \| 1 \| ILoveMakonnen feat. Drake \| Tuesday \| – \| |                                                           |                                                           |                                                           |                           |
| ← 2013 |                                                           |                                                           |                                                           | → 2015 →                  |
| Zeitraum | Wo. ges.                                                  | Interpret                                                 | Titel Autor(en)                                           | Zusätzliche Informationen |
| (Zeitraum, Wochen auf Platz eins, Interpret, Titel, Autor[en], zusätzliche Informationen) |                                                           |                                                           |                                                           |                           |
| 14. Dezember 2013 – 7. Februar 2014 8 Wochen (insgesamt 8) | 8                                                         | Eminem feat. Rihanna                                      | The Monster                                               | –                         |
| 8. Februar 2014 – 28. Februar 2014 3 Wochen (insgesamt 3) | 3                                                         | Kid Ink feat. Chris Brown                                 | Show Me                                                   | –                         |
| 1. März 2014 – 21. März 2014 3 Wochen (insgesamt 3) | 3                                                         | Beyoncé feat. Jay-Z                                       | Drunk in Love                                             | –                         |
| 22. März 2014 – 28. März 2014 1 Woche (insgesamt 1) | 1                                                         | Katy Perry feat. Juicy J                                  | Dark Horse                                                | –                         |
| 29. März 2014 – 4. April 2014 1 Woche (insgesamt 2) | 2                                                         | Pharrell Williams                                         | Happy                                                     | –                         |
| 5. April 2014 – 25. April 2014 3 Wochen (insgesamt 3) | 3                                                         | Jason Derulo feat. 2 Chainz                               | Talk Dirty                                                | –                         |
| 26. April 2014 – 2. Mai 2014 1 Woche (insgesamt 2) | 2                                                         | Pharrell Williams                                         | Happy                                                     | –                         |
| 3. Mai 2014 – 9. Mai 2014 1 Woche (insgesamt 1) | 1                                                         | John Legend                                               | All of Me                                                 | –                         |
| 10. Mai 2014 – 23. Mai 2014 2 Wochen (insgesamt 2) | 2                                                         | Chris Brown feat. Lil Wayne & Tyga                        | Loyal                                                     | –                         |
| 24. Mai 2014 – 30. Mai 2014 1 Woche (insgesamt 1) | 1                                                         | Trey Songz                                                | Na Na                                                     | –                         |
| 31. Mai 2014 – 13. Juni 2014 2 Wochen (insgesamt 2) | 2                                                         | DJ Snake feat. Lil Jon                                    | Turn Down For What                                        | –                         |
| 14. Juni 2014 – 11. Juli 2014 4 Wochen (insgesamt 4) | 4                                                         | Iggy Azalea feat. Charli XCX                              | Fancy                                                     | –                         |
| 12. Juli 2014 – 1. August 2014 3 Wochen (insgesamt 3) | 3                                                         | Ariana Grande feat. Iggy Azalea                           | Problem                                                   | –                         |
| 2. August 2014 – 22. August 2014 3 Wochen (insgesamt 3) | 3                                                         | Tinashe feat. Schoolboy Q                                 | 2 On                                                      | –                         |
| 23. August 2014 – 5. September 2014 2 Wochen (insgesamt 2) | 2                                                         | Nico & Vinz                                               | Am I Wrong                                                | –                         |
| 6. September 2014 – 24. Oktober 2014 7 Wochen (insgesamt 7) | 7                                                         | Jeremih feat. YG                                          | Don’t Tell ’Em                                            | –                         |
| 25. Oktober 2014 – 14. November 2014 3 Wochen (insgesamt 3) | 3                                                         | Iggy Azalea feat. Rita Ora                                | Black Widow                                               | –                         |
| 15. November 2014 – 21. November 2014 1 Woche (insgesamt 1) | 1                                                         | Chris Brown feat. Usher & Rick Ross                       | New Flame                                                 | –                         |
| 22. November 2014 – 19. Dezember 2014 4 Wochen (insgesamt 4) | 4                                                         | Trey Songz feat. Nicki Minaj                              | Touchin, Lovin                                            | –                         |
| 20. Dezember 2014 – 26. Dezember 2014 1 Woche (insgesamt 1) | 1                                                         | Big Sean feat. E-40                                       | I Don’t Fuck with You                                     | –                         |
| 27. Dezember 2014 – 2. Januar 2015 1 Woche (insgesamt 1) | 1                                                         | ILoveMakonnen feat. Drake                                 | Tuesday                                                   | –                         |